# FTSV Weiden
Der FTSV Weiden (voller Name Freier Turn- und Sportverein Weiden) war ein Arbeitersportverein aus der Stadt Weiden in Bayern. Die Fußballmannschaft des Vereins nahm in der Weimarer Republik am Spielbetrieb und an den Meisterschaftsrunden des ATSB teil.

## Geschichte
Der Verein wurde 1903 gegründet. Er gehörte zum ATSB-Regionalverband Nordbayrische Spielvereinigung, dessen Vereine im 7. ATSB-Kreis spielten.
In den Spielzeiten 1923/24 und 1924/25 wurde der FTSV Weiden jeweils Sechster des 7. ATSB-Kreises.
In den folgenden beiden Spielzeiten 1925/26 und 1926/27 erreichte der Verein die Vizemeisterschaft des Kreises.
In der Spielzeit 1927/28 wurde zum ersten Mal die Kreismeisterschaft gewonnen, die zur Teilnahme an der süddeutschen Verbandsmeisterschaft berechtigte. In deren ersten Runde schied der FTSV Weiden gegen die FT Gern aus München nach einer 0:1-Niederlage aus.
In der Spielzeit 1927/28 wurden die Weidener erneut Meister des 7. ATSB-Kreises. Die süddeutsche Verbandsmeisterschaft wurde 1928 als Punkterunde ausgetragen. In einem Entscheidungsspiel nach Punktgleichheit besiegte der FTSV Weiden den SC Böckingen mit 4:2 und wurde dadurch süddeutscher ATSB-Meister. Hierdurch qualifizierte sich der Verein für die reichsweite ATSB-Endrunde, unterlag aber im Halbfinale Lorbeer 06 Hamburg mit 1:2.
In der Spielzeit 1930/31 erreichte der Verein die Vizemeisterschaft des 7. ATSB-Kreises. Nach der Machtergreifung der Nationalsozialisten wurde der Verein 1933 verboten und aufgelöst.